# Robert Garrett
Robert S. Garrett (ur. 24 maja 1875 w Baltimore, zm. 25 kwietnia 1961 tamże) – amerykański lekkoatleta. Pierwszy nowożytny mistrz olimpijski w pchnięciu kulą i rzucie dyskiem.

## Przebieg kariery
Pochodził z bogatej rodziny. Studiował na Uniwersytecie Princeton. Osiągnął tam wiele sukcesów w lekkiej atletyce. Był kapitanem uniwersyteckiej drużyny lekkoatletycznej. Kiedy ogłoszono organizację pierwszych nowożytnych igrzysk olimpijskich w 1896 w Atenach, Garrett postanowił w nich wystąpić. W Stanach Zjednoczonych uprawiał głównie pchnięcie kulą oraz skoki. Profesor William Milligan Sloane zasugerował, by na igrzyskach spróbował również swych sił w rzucie dyskiem. Garrett opracował projekt dysku na podstawie literatury klasycznej (zwłaszcza Lukiana) i zlecił wykonanie go miejscowemu kowalowi. Egzemplarz ważył ok. 9 kilogramów i Garrett zaniechał myśli o starcie w tej konkurencji.

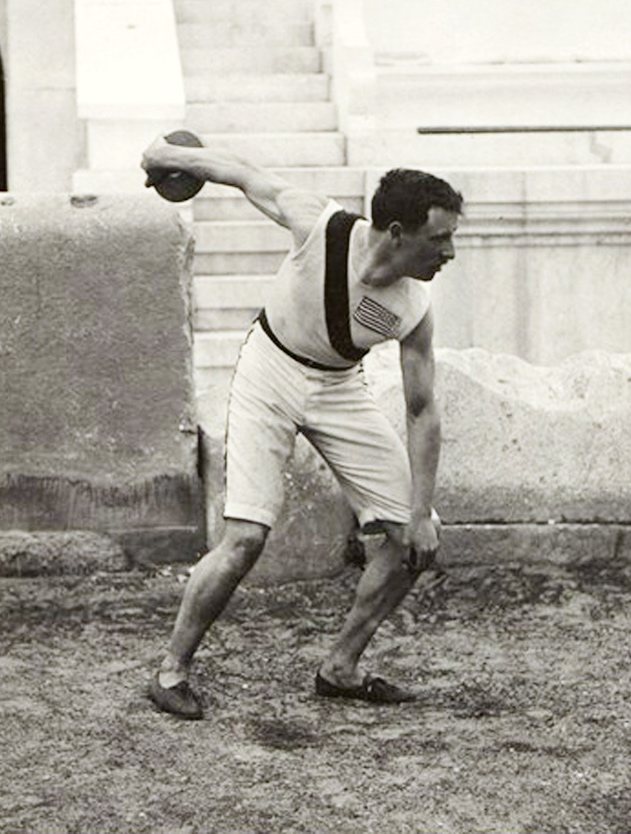
Garrett w rzucie dyskiem w 1896

W Atenach przekonał się, że w istocie dysk jest znacznie lżejszy i postanowił zgłosić się do rywalizacji. Mimo zupełnego braku doświadczenia osiągnął najdalszy rezultat i zajął 1. miejsce ku zdumieniu i irytacji greckich rywali. Miejscowy faworyt Panajotis Paraskiewopulos przegrał z nim o 20 cm. Garrett zwyciężył na tych igrzyskach także w pchnięciu kulą oraz zajął 2. miejsce w skoku wzwyż (ex aequo z Jamesem Connollym) i w skoku w dal.
Na igrzyskach olimpijskich w 1900 w Paryżu Garrett zdobył brązowy medal w pchnięciu kulą oraz w trójskoku z miejsca. W eliminacjach rzutu dyskiem wszystkie próby miał nieudane.
W późniejszych latach został bankierem inwestycyjnym i zdobył bogactwo. Był fundatorem badań naukowych w dziedzinie archeologii i historii. Współfinansował ekspedycje archeologiczną w Syrii. Od 1932 do 1939 zasiadał w komitecie ds. wykopalisk w Antiochii i okolicach, zarówno je finansując, jak i pracując przy nich. Był kolekcjonerem średniowiecznych i renesansowych rękopisów. W 1942 przekazał Uniwersytetowi Princeton zbiór ponad 10.000 rękopisów, w tym 16 bizantyjskich.

## Rekordy życiowe
źródło:
- skok wzwyż – 1,65 m (1896)
- skok w dal – 6,68 m (1897)
- pchnięcie kulą – 13,14 m
- rzut dyskiem – 33,70 m (1897)